# Hans Donner
Hans Jürgen Donner (Wuppertal, Alemania, 31 de julio de 1948) es un diseñador gráfico alemán, naturalizado brasileño. Su mayor trabajo fue la creación del tercer logotipo de la Rede Globo.
Donner estudió en la Universidad e Instituto Federal de Investigación Gráfica, en Viena, Austria, desde 1965 hasta 1970. Ganó concursos de diseño cuando era estudiante.
En 1974, después de leer un artículo sobre el diseño publicitario producido por profesionales brasileños, Donner decidió venir al país. Después de varios intentos fallidos de conseguir un trabajo, sólo se presenta - por el fotógrafo David Zingg - a Walter Clark, entonces director general de TV Globo. En ese momento, la estación no tenía un departamento de arte, y las aberturas de los programas se llevaron a cabo por una empresa subcontratada. Al ver el trabajo del diseñador, Walter Clark lo contrató inmediatamente.
Antes de trasladarse definitivamente a Brasil, Hans Donner ha regresado a Austria. En el avión, ha garabateado en la servilleta que sería la nueva marca de Globo. Ocho meses más tarde, el desarrollo de toda una nueva identidad visual de la estación, que incluye logotipos, papelería, nuevo diseño para la pintura en coches, sellos discográficos y un rollo de película de 35 mm con varias animaciones. La entrada de Hans Donner en Globo en 1975, coincide con el décimo aniversario de la estación, así como con la consolidación de las transmisiones del color en el país.
La infografía ha sido adoptada por el equipo de Hans Donner, en la década de 1980, a partir del contacto con José Días, del área técnica de la Globo, y el Instituto de Tecnología de Nueva York. Inversiones pioneras de la emisiora, en la obra de tres profesionales de San Francisco llevaron a la formación de Pacific Data Images, que se convirtió en uno de los más importantes productores de imágenes gráficas de computadora en el mundo - y es responsable de la realización de diversas creaciones de Hans Donner entre 1981 y 1983. En 1984, José Días estableció una estructura en la infografía en la Globo, lo que daría lugar al año siguiente, a Globo Computación Gráfica, Hoy, Videographics.
Además de los logotipos de la compañía, Hans Donner también diseñó y produjo las aberturas de casi todos los programas de TV Globo desde 1976. Entre sus primeras obras de los más destacados son las aberturas de Fantástico, creados en 1983, y las aberturas de Planeta de los hombres (1976) y Viva O Gordo (1982) y la novela Ellas por Ellas (1982). Otra obra notable de Hans Donner fue la creación de la apertura de la novela El Dueño del Mundo (1991), que recrea la famosa escena de la película El gran dictador (1937), de Charles Chaplin.
Donner es responsable por las viñetas y cabeceras de muchos programas de la Rede Globo, como Viva O Gordo; TV Colosso; Xou da Xuxa; TV Xuxa; TV Pirata; Doris para Maiores; Jornal Nacional; Jornal Hoje; Fantástico; Sai de baixo; Zorra Total; Clip Clip; Minha Nada Mole Vida; Xuxa Park.
Así también hizo las viñetas para la red RBS TV, y algunas cabeceras de telenovelas como: Ti Ti Ti, Dios nos ayude, Tieta, Reina de la Chatarra, Mi bien, Mi Mal, El Dueño del Mundo, Salomé, Selva de Concreto, Vale todo, Ángel malo, Mujeres de arena, Roque Santeiro, entre otros, siendo además, creador escenográfico de programas periodísticos de la cadena brasileña.
Creó también el Primer Logotipo de la Cadena portuguesa SIC.
Ha creado también Objetos y Muebles, Relojes como Timension (Antigua Time Dimension), que se convirtió en un Gadget disponible para computadoras de Microsoft, y para el IPhone de Apple
Estuvo casado con la Modelo Valéria Valenssa, quien tienen en común 2 Hijos. Anteriormente, estuvo casado con la chica del Programa Fantástico y Actriz, Isadora Ribeiro.

## Información adicional
- Pacific Data Images, (Hoy Dreamworks Animation) fue el estudio en el cual contribuyó en las primeras gráficas para la Rede Globo.
- En el 2011, surgió un chisme que Hans había ideado los dispositivos en formato tablet, como el IPad de Apple, ya que en la cabecera de apertura de Corazón Gitano (1995), aparece un hombre moviendo vídeos en una pantalla interactiva. De ahí, surge la coincidencia. Por eso, la pantalla táctil, una característica de estos dispositivos, ya se estudiaba en la década de 1960.